# کنشی (مورتال کامبت)
تاکاهاشی کنشی (به انگلیسی: Takahashi Kenshi) شخصیتی ساختگی در مجموعه بازی‌های مبارزه‌ای مورتال کامبت است. او شمشیرزن سرکش اوراسیایی و دارای توانایی دورجنبی و پرستاری می‌باشد. نخستین حضور او در این سری بازی در نسخه مورتال کامبت: اتحاد مرگبار (۲۰۰۲) بود. کنشی همواره خود رو وقف مبارزه و رقابت با جنگجویان دیگر می‌نمود. کنشی توسط فریب خوردن از جادوگری به نام شنگ سونگ و آزاد سازی ارواح محبوس در یک چاه، بینایی چشم‌هایش را از دست داد. کنشی با آزاد سازی ارمک از دست امپراتور آوت‌ورلد شائو کان به نیروهای ویژه در کنار جکس و سونیا بلید پیوست. همچنین وی همکاری دوستانه‌ای با شخصیت‌هایی نظیر ساب-زیرو و جانی کیج داشته است.